# 인천부흥초등학교 축구부
인천부흥초등학교 축구부는 대한민국 인천광역시에 있는 초등학교 축구부이다. 인천부흥초등학교가 운영하는 축구부로, 1975년에 창단 되었다.

## 출신 선수
- 노정윤
- 이임생

## 참고 자료
- “KFA 통합경기정보 시스템”. 대한축구협회.
- 34년 전통, 부평 유일의 초등학교 축구부

## 같이 보기
- 인천부흥초등학교